# Тома (фільм)
«Тома» (серб. Тома) — сербський біографічно - драматичний фільм 2021 року режисерів Драгана Бєлогрлича та Зорана Лісінаца за ідеєю Бєлогрлича, Желько Йоксимовича та Банета Обрадовича. Сценаристи — Зоран Лісінац, Нікола Пеякович, Бєлогрліч і Майя Тодорович. Продюсери фільму — Наташа Вішич, Горан Бєлогрліч, Драган Бєлогрліч, Йоксимович і Володимир Лісінац. Музику написав Желько Йоксимович.
Зйомки розпочалися влітку 2020 року й тривали з перервами до квітня 2021 року у Валєво, Белграді, Авалі, Перлезі, Тараі, Баранді, Панчево, Прібої, Прієполє, Чорногорії, Долово, Зренянині і Чикаго.
Головну роль виконує Мілан Марич у ролі Тома Здравковича, ролі другого плану виконують Тамара Драгічевич, Петар Бенчина та Андрія Кузманович. Прем’єра фільму відбулася 20 серпня 2021 року на завершення 27-го Сараєвського кінофестивалю, а потім 21 серпня 2021 року на фестивалі акторських досягнень Film Encounters. В кінотеатрах Сербії фільм вийшов 16 вересня 2021 року.

## Сюжет
Цей фільм є імпресіоністичним портретом Тома Здравковича (Мілан Марич), який показує початок його кар'єри, пік слави, його кохання, яке надихало його на створення деяких з найбільших хітів і його стосунки з великою кількістю друзів, які він мав у мистецькому середовищі Югославії. Крім Томи, через фільм ми прослідкуємо життя відомих митців того часу — Зорана Радміловича (Радомир Ніколіч), Міки Антіча (Марко Янкетич), Тозоваца (Іван Зекіч).
Це біографічна історія про Тома Здравковича, людину, яку запам’ятали не лише своїми піснями, але й великою богемою – у своїй поведінці та в душі. У фільмі дві сюжетні лінії — у 1991 році ми спостерігаємо за стосунками між Тома і лікарем, який починає лікувати Тома, і як це знайомство переростає в дружбу. Друга лінія розповідає про життя Тома — від його дитинства в Печеневаці до його знайомства із Сільваною Арменуліч (Тамара Драгічевич), яке матиме вирішальний вплив на його кар’єру та приватне життя.
Пісня Midnight була спеціально написана і створена для потреб фільму. Александар Гайович стверджує, що для сценарію фільму були використані частини його книги «Za društvo u čošku».

## У ролях
| Актор                                     | Роль                           |
| ----------------------------------------- | ------------------------------ |
| Мілан Марич                               | Тома Здравкович                |
| Тамара Драгічевич                         | Сільвана Арменуліч             |
| Петро Бенчина                             | Доктор Алекса Хаджипопович     |
| Андрія Кузманович                         | Драган Дакович Дрда - менеджер |
| Мір'яна Каранович                         | Косара Здравкович (мати Тома)  |
| Слободан Нінкович                         | Душан Здравкович (батько Тома) |
| Марко Янкетич                             | Міка Антич                     |
| Іван Зекіч                                | Предраг Живкович Тозовац       |
| Небойша Іліч                              | Предраг Гойкович Куне          |
| Срджан Тодорович                          | Бора Тодорович                 |
| Олівера Бачич                             | Красуня Лукіч                  |
| Саша Йоксимович                           | Сава Віденович                 |
| Денис Муріч                               | Рама                           |
| Мілян Давидович                           | Ісмет Алайбегович Шербо        |
| Радомир Николич                           | Зоран Радмілович               |
| Ненад Геракович                           | директор готелю «Войводина».   |
| Олександр Стойкович                       | Спачо                          |
| Стойша Олячич                             | Зоран Калезич                  |
| Марко Тодорович                           | Слободан Домачинович           |
| Вукота Брайович                           | Радміло Арменуліч              |
| Лазар Сакан                               | Міка Орлович                   |
| Воїн Четкович                             | Драган Ніколіч                 |
| Мілан Колак                               | Новачок Здравкович             |
| Джордже Стойкович                         | Кемаль Монтено                 |
| Іва Ілінчич                               | Славиця                        |
| Тамара Шустік                             | Ольга                          |
| Мілена Радулович                          | Надія                          |
| Саня Маркович                             | Гордана                        |
| Філіп Хайдукович                          | Даворін Попович                |
| Манов Пауліна                             | Лілія                          |
| Марко Павлович                            | Драгослав Шекулярац            |
| Вая Дуйович                               | Данка Новович                  |
| Марко Живич                               | Джуса, власник казино          |
| Еміль Фетахович                           | Здравко Чоліч                  |
| Лора Орлович                              | Сьюзі                          |
| Міліца Томашевич                          |                                |
| Бельма Салкуніч                           | ведуча Іліджа                  |
| Тоні Михайловський                        |                                |
| Саша Бєліч                                | менеджер                       |
| Срджан Мілетич                            | Горан, театральний редактор    |
| Срна Дженадіч                             | медсестра Тамара               |
| Тамара Міоне (голос у пісні "Jag": Zejna) | Руська                         |
| Таня П'євач                               | Медсестра                      |
| Мілівоє Станімирович                      | офіціант                       |
| Саша Вучкович                             | Обрад Йовович                  |
| Вукашин Джорджевич                        | маленький Том                  |
| Велько Стеванович                         | кухар Данило                   |
| Володимир Лісінац                         | Доктор Джордж Кларк            |

## Нагороди
- Премія «Цар Костянтин» (краща чоловіча роль): Мілан Марич
- Премія Імператриці Теодори (краща жіноча роль): Тамара Драгічевич
- Приз за кращу епізодичну чоловічу роль: Андрія Кузманович
- Приз за кращу епізодичну жіночу роль: Саня Маркович